# Philippe Gilbert
Philippe Gilbert (n. 5 iulie 1982, Verviers, Valonia, Belgia) este un ciclist belgian care evoluează pentru echipa de UCI ProTour Quick-Step Floors. Gilbert este un specialist în clasice.

## Carieră
Gilbert a devenit profesionist în 2003, când a intrat în echipa Francaise des Jeux. În timpul acelui sezon a înregistrat prima victorie prin câștigarea unei etape în Tour de l'Avenir. În 2004 el a început prin a câștiga o etapă în Tour Down Under, precum și clasamentul pentru tineri. A câștigat, de asemenea, Paris-Corrèze. În 2005 el a câștigat mai multe curse din Franța, care i-au permis sa câștige Coupe de France de cyclisme sur route. Aceste victorii au inclus Trophee des Grimpeurs, Tour du Haut-Var și Polynormande. El a câștigat, de asemenea, etape în patru zile de la Dunkirk și Tour Méditerranéen.
2006 a devenit anul în care Gilbert și-a arătat clasa în cursele clasice câștigand prestigiosul  Omloop Het Volk după ce a atacat în mod repetat, până când, după a scăpat singur cu 7 km înainte de final. În timpul sezonului, de asemenea, el a câștigat GP de Fourmies și GP de Wallonie, precum și etape în  Dauphiné Libere și  ENECO Tour.
La începutul anului 2007, el a avut cancer de piele. Din acest motiv el a trebuit să întârzie începutul sezonului . Acest lucru nu l-a oprit în a încerca să câștige  Milano - San Remo, unde a reușit să evadeze pe Poggio cu Riccardo Ricco ,dar au fost prinși cu 1200 de metri înainte de linia de sosire. El nu a putut câștiga nimic până la Turul Limousin, aceasta fiind singura lui victorie din 2007. În  Paris-Tours a fost prins cu 500 de metri înainte de final împreună cu Karsten Kroon și Filippo Pozzato.
Gilbert a început sezonul 2008 prin câștigarea clasamentului de cel mai bun cățărător în  Tur Down Under și clasamentul general, precum și două etape în Vuelta o Mallorca. El a câștigat mai târziu  Het Volk pentru a doua oară în cariera sa solo, după un atac cu aproape 50 de km înainte de final. El a terminat anul prin câștigarea clasicei Paris-Tours pe care a câștigat-o în urma unui sprint cu colegii lui de evadare, plutonul terminând la 4 secunde în spatele lor.
În 2009, el a repetat succesul lui în Paris-Tours atacând pe ultima cățărare cu Tom Boonen și Borut Bozic. O săptămână mai târziu, el a câștigat, de asemenea, prestigiosul Giro di Lombardia după ce a evadat din pluton cu Samuel Sánchez, bătându-l cu o jumătate de bicicletă.
În 2010 el a câștigat prima sa clasică a anului, Amstel Gold Race, în luna aprilie. După o cursă agresivă care a cuprins multe atacuri, a câștigat printr-un atac de mare forță în ultimii 500 de metri a cățărării spre linia de sosire.